# Kurt Laurenz Metzler

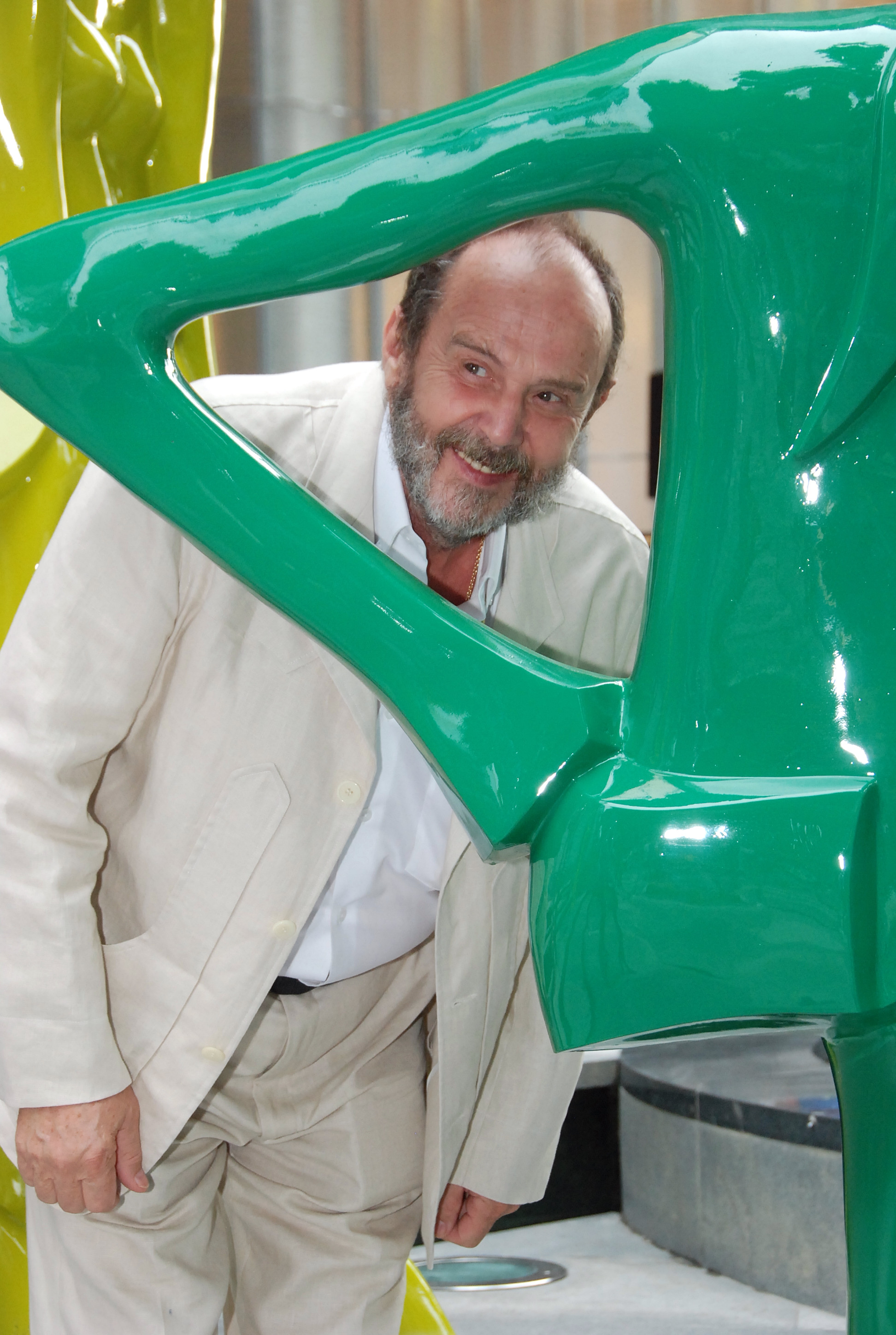
Kurt Laurenz Metzler (2009)

Kurt Laurenz Metzler (* 26. Januar 1941 in Balgach; heimatberechtigt ebenda; † 20. Dezember 2024 in Zürich), Signatur «KLM», war ein Schweizer Bildhauer. Seine Kunst ist im Bereich der Gestaltung öffentlicher Plätze von Bedeutung, seine Plastiken befinden sich meist im öffentlichen Raum.

## Leben
Metzler war schon in der Schule kreativ tätig, mit Holz und Karton, und wünschte sich eine Zukunft als Künstler. Er verlor im Alter von zwölf Jahren seinen Vater und wuchs deshalb zeitweise bei seinem Onkel, dem Maler Florian Metzler, auf.
Da Metzlers Mutter den Beruf eines Bildhauers für zu unsicher erachtete, versuchte er sich anfänglich als Bauzeichner, Dekorateur und Fotograf. 1958 schrieb er sich dennoch für die «Schule für Gestaltung» in Zürich ein. Dort traf er Künstler wie Willy Wimpfheimer und HR Giger, die er bis zuletzt zu seinen Freunden zählte. 1963 erlangte er das Steinbildhauerdiplom. 1964 betrieb er Studien in Berlin und unternahm seine erste Reise in die USA, wo er ein Jahr in New York lebte und in den 1970er Jahren mehrere Ausstellungen hatte. Aus dieser Zeit und der Bewegung der Pop Art stammt die Inspiration zur farbigen Fassung seiner Grossplastiken. In New York stand Metzler in Kontakt mit Jim Dine, Larry Rivers und Hans van de Bovenkamp.
Nach der Rückkehr machte er in Zürich bei einem Karosseriespengler eine Lehre zum Erlernen der Schmiedekunst. Er arbeitete in dieser Zeit auch für andere Bildhauer wie Ödön Koch, Arnold D’Altri, Paul Speck oder Silvio Mattioli.
In Tremona (Kanton Tessin) entstanden ab 1966 die ersten grossen Figuren. Zur selben Zeit erhielt Metzler die ersten öffentlichen Aufträge und stellte mehrmals aus. Aus dem Jahr 1973 stammt etwa die Eisenplastik Das Gespräch, die sich am Zürichsee beim Ulmbergtunnel befindet. Die Züri-Familie in der Zürcher Bahnhofstrasse wurde 1978 aufgestellt.
Es folgten eine neue Studienreise durch die USA und 1976 die Teilnahme am «Internationalen Bildhauer-Kongress» in New Orleans. 1980 eröffnete Metzler ein Atelier in Tillson im US-Bundesstaat New York, wo Arbeiten für Ausstellungen in New York und Long Island entstanden.
Im Jahr 1989 zog er nach Italien, wo er in Iesa bei Siena mit Claudia, seiner zweiten Frau, und seinen zwei Söhnen zu arbeiten begann. Er lebte später in der Toskana und in Zürich. Der Garten um sein Anwesen «Il Parco di Kurt Laurenz Metzler» ist inzwischen mit etwa 50 Figuren besiedelt und gehört wie etwa auch der Giardino von Daniel Spoerri und der Tarotgarten von Niki de Saint Phalle zu den Künstlergärten in der Toskana, die als arte ambientale bekannt wurden.
Aus dieser Zeit stammen zahlreiche monumentale Arbeiten im öffentlichen Raum. Die Werke befinden sich in Australien, Deutschland und den USA.
1996 stellte Metzler in den Caracalla-Thermen, 1997 in Siena und 2003 in Milano aus. Im Jahr 2006 war eine Auswahl seiner Werke im Parkhotel auf dem Bürgenstock beim Vierwaldstättersee zu sehen. Im selben Jahr nahm er an der 3. Schweizerischen Triennale der Skulptur, deren technischer Leiter er auch war, in Bad Ragaz und Vaduz teil. 2007 waren zahlreiche plastische Werke Metzlers im Rahmen der Ansbacher Skulpturenmeile im öffentlichen Raum in Ansbach zu sehen.

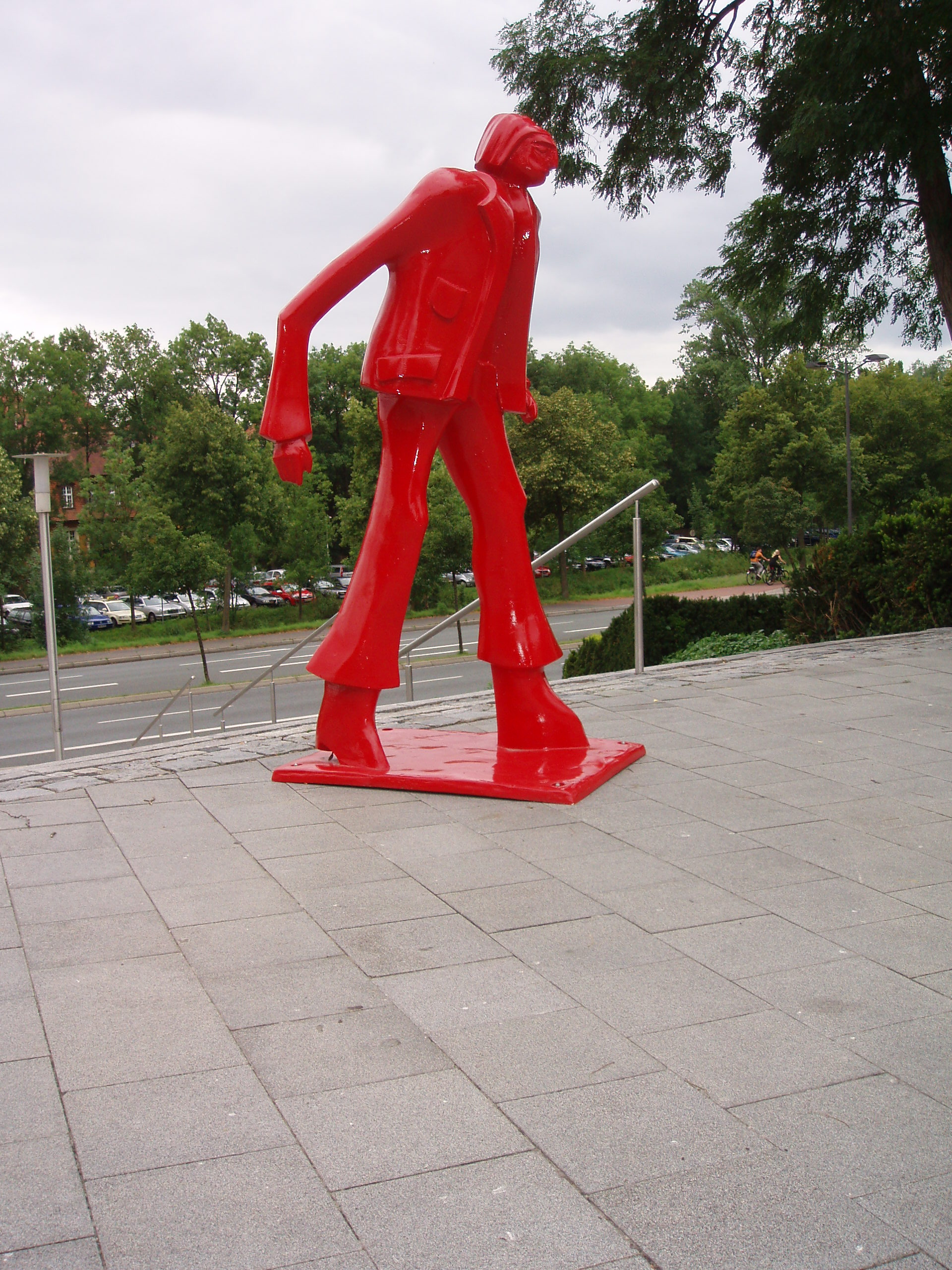
Skulptur «Ein Stadtneurotiker», Ansbach (Foto: 2007)

Von Juli bis Oktober 2008 hat er an der Bella Estate Dell’Arte Di Milano mitgemacht mit einer Wanderausstellung Nevrotici Metropolitani auf dem Bahnhofplatz von Milano. Die Ausstellung wurde von Kunstkritiker Vittorio Sgarbi gefördert und von Mailands Bürgermeister Letizia Moratti gelobt.
Ein Buch mit zahlreichen Texten von Vittorio Sgarbi, Alberto Bartalini & Franz Jaeger, mit Foto-Dokumentation von Mario Mulas, Bruder des verstorbenen Kunst Fotografen Ugo Mulas, über die Wanderausstellung «Nevrotici Metropolitani» erschien 2008/09.
2009 hat Metzler seine Wanderausstellung «Nevrotici Metropolitani» in der Piazza Basilica Inferiore in Assisi ausgestellt.
Im Juli 2009, in Zusammenarbeit mit der Galerie Belvedere Singapur, entwarf er die Skulpturen-Gruppe Urban People, eine spannende und ikonischen Kunst im öffentlichen Raum, Installation im Herzen der Orchard Road, direkt vor dem ION Orchard Building in Singapur.
Ende des Sommers nahm er an dem Concert For Viareggio als einziger Bildhauer, mit fünf seiner Werke neben der Bühne, teil. Die Idee stammt von Zucchero, Sting und Andrea Bocelli, die Headliner des Abends, mit vielen anderen Künstlern und Persönlichkeiten aus den Bereichen Sport und Unterhaltung.
Anlässlich des Andrea-Bocelli-Konzertes im Teatro del Silenzio, das am 25. Juli 2010 stattfand, schuf er die 14 Meter monumentale Skulptur eines modernistischen Sterns, sowie die metallischen-menschlichen Figuren in leuchtenden Crayola-Farben, die die Steinwände des Openair-Theaters, sowie die Dächer und Piazzas in Lajatico bevölkerten.
Am 20. Dezember 2024 starb er im Alter von 83 Jahren in Zürich.

## Stil

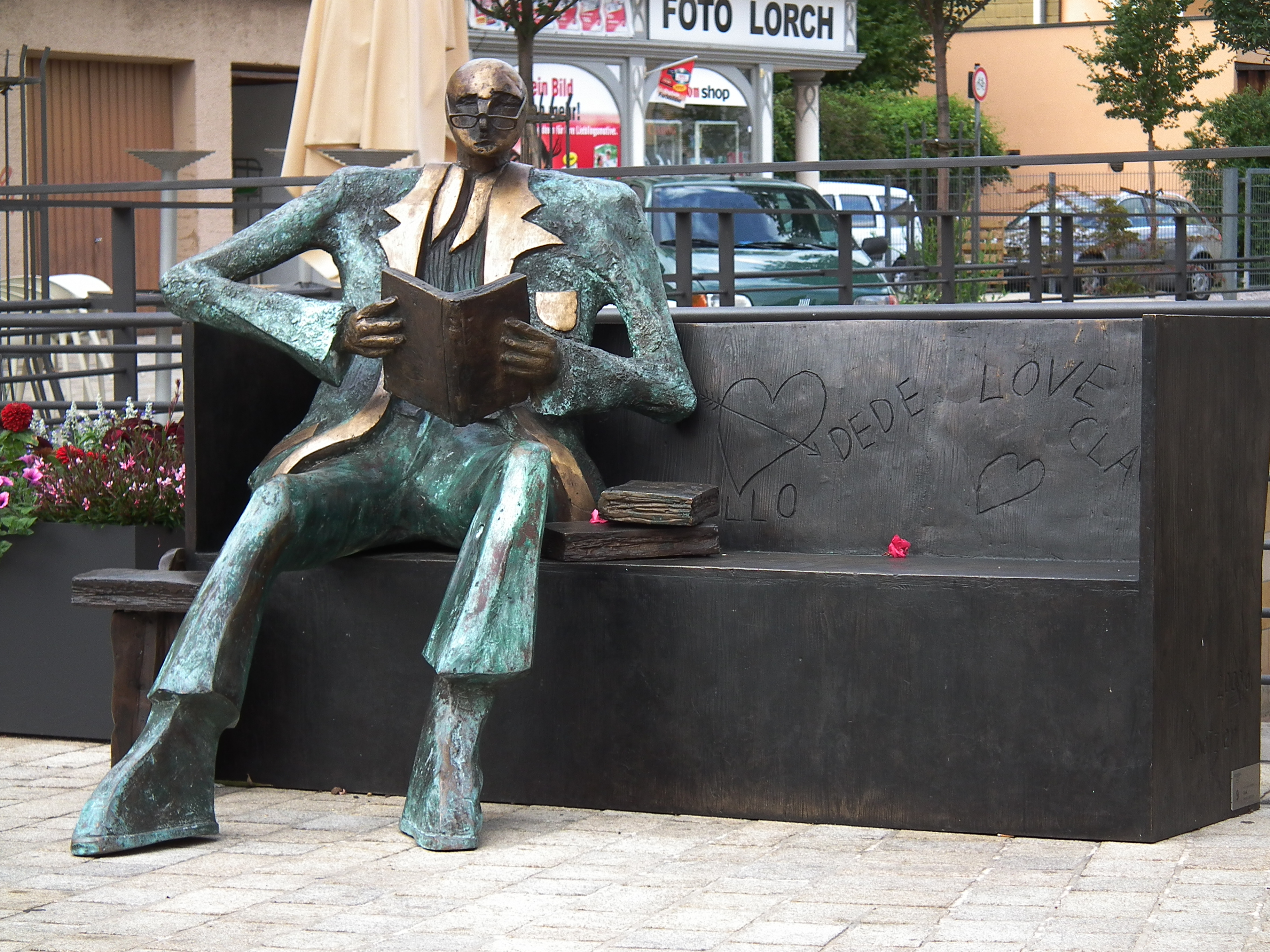
Skulptur «Bank» in Landau (Foto: 2011)

Seine eigenwilligen Figuren sind aus Materialien erschaffen, die zwar schwer sind, doch im fertigen Werk leicht wirken (Marmor, Bronze, Eisen, Aluminium, aber auch farbiges Polyester). Manchmal sind sie blank, oft aber einfarbig bemalt.
Die älteren Motive sind Seiltänzer, Motormenschen, denen er Ketten oder Motorteile eingebaut sind. Aktueller sind die Motive des Zeitungslesers, des Stadtneurotikers oder des Riesenmenschen. Kennzeichen dieser jüngeren Werke sind die überdimensionalen Schuhe, die die langgliedrigen Wesen im Boden zu verankern scheinen, und die ausgeprägten Kopfformen. Nach dieser Eigenheit benannte Metzler die Werke aus dieser Phase auch als rolling heads oder Kopfmenschen.

## Werke (Auswahl)
- Gespräch, Ulmbergtunnel, Zürich, 1973
- Stabhochspringer, Uster, 1974
- Züri-Familie, Bahnhofstrasse, Zürich, 1978–79
- Gespräch in Bewegung, Überlandstrasse, Zürich
- Figurengruppe aus Aluminium, Spreitenbach, 1993–94
- Luftmensch, Zug, 1995